# Bofilliella subarcuata
Bofilliella subarcuata é uma espécie de gastrópode  da família Clausiliidae.
Pode ser encontrada nos seguintes países: França e Espanha.